# 广陵路钱业会馆
广陵路钱业会馆位于扬州市广陵区东关街道广陵路345号，市场监督局。钱业会馆创立于清道光年间，民国初年是扬州钱业同业公会的会址，为清末民初扬州钱庄业发展的历史见证。其所在的广陵路（旧名左卫街）是扬州金融业最为集中地区，钱庄林立。1923年，扬州全城共有31家钱庄，其中10家位于左卫街：怡大、华隆、恒丰、惠余、元丰、志和、恒泰祥、信和、永康、德余。
广陵路钱业会馆是一组清代建筑群，占地1.2亩，房屋20余间，建筑面积926.5平方米。现存东、中、西三路，分别为前后两到三进，三间二厢、前厅后室格局。现为扬州市文物保护单位。